# Sarayönü
Sarayönü ist eine Stadtgemeinde (Belediye) im gleichnamigen Ilçe (Landkreis) der Provinz Konya in der türkischen Region Zentralanatolien und gleichzeitig ein Stadtbezirk der 1986 gebildeten Büyükşehir belediyesi Konya (Großstadtgemeinde/Metropolprovinz). Seit der Gebietsreform 2013 ist die Gemeinde flächen- und einwohnermäßig identisch mit dem Landkreis. Die im Stadtlogo manifestierte Jahreszahl (1940) dürfte ein Hinweis auf das Jahr der Erhebung zur Stadtgemeinde (Belediye) sein.

## Geografie
Der Landkreis/Stadtbezirk liegt im nördlichen Zentrum der Provinz. Er grenzt im Süden an Selçuklu, im Westen an Kadınhanı, im Nordosten an Cihanbeyli und im Osten an Altınekin. Im Süden durchquert die Fernstraße D-300 von Izmir über Afyonkarahisar nach Konya den Landkreis, mit der die Kreisstadt über einen Zubringer verbunden ist. Außerdem führt von dort eine Landstraße nach Osten zur D-715 und nach Altınekin. Durch Sarayönü führt die Zweigstrecke der Anatolischen Eisenbahn von Eskişehir nach Konya. Der Norden des Kreises gehört zur Hochebene Cihanbeyli Platosu, im Süden liegen Ausläufer des Bergzuges Bozdağ mit dem 1.189 Meter hohen Gipfel Keçibaşı Tepesi. Im Osten liegen der Kırkarşın Tepesi (1.321 Meter), der Selimağlı Tepesi (1.168 Meter) und der Dikmen Tepesi (1.182 Meter). Südlich des Hauptortes, zwischen den Orten Ladik und Kurşunlu, befindet sich der Stausee Ladik Göleti, etwa acht Kilometer östlich der Stadt der Başhüyük Göleti.

## Verwaltung
Der Landkreis wurde im April 1959 durch das Gesetz Nr. 7033 gebildet. Bis dahin war Sarayönü ein Nahiye im Kaza (Kreis) Kadınhanı und bestand aus zwölf Dörfern.
(Bis) Ende 2012 bestand der Landkreis neben der Kreisstadt aus den fünf Stadtgemeinden Başhüyük, Çeşmelisebil, Gözlü, Kadıoğlu, Kurşunlu und Ladik sowie zwölf Dörfern (Köy), die während der Verwaltungsreform 2013/2014 in Mahalle (Stadtviertel/Ortsteile) überführt wurden. Die acht existierenden Mahalle der Kreisstadt blieben erhalten, während die elf Mahalle der fünf anderen Belediye vereint und zu je einem Mahalle reduziert wurden. Durch Herabstufung dieser Belediye und der Dörfer zu Mahalle stieg deren Zahl auf 26 an. Ihnen steht ein Muhtar als oberster Beamter vor.
Ende 2020 lebten durchschnittlich 1059 Menschen in jedem Mahalle, 9.831 Einw. im bevölkerungsreichsten (Ladik Mah.).

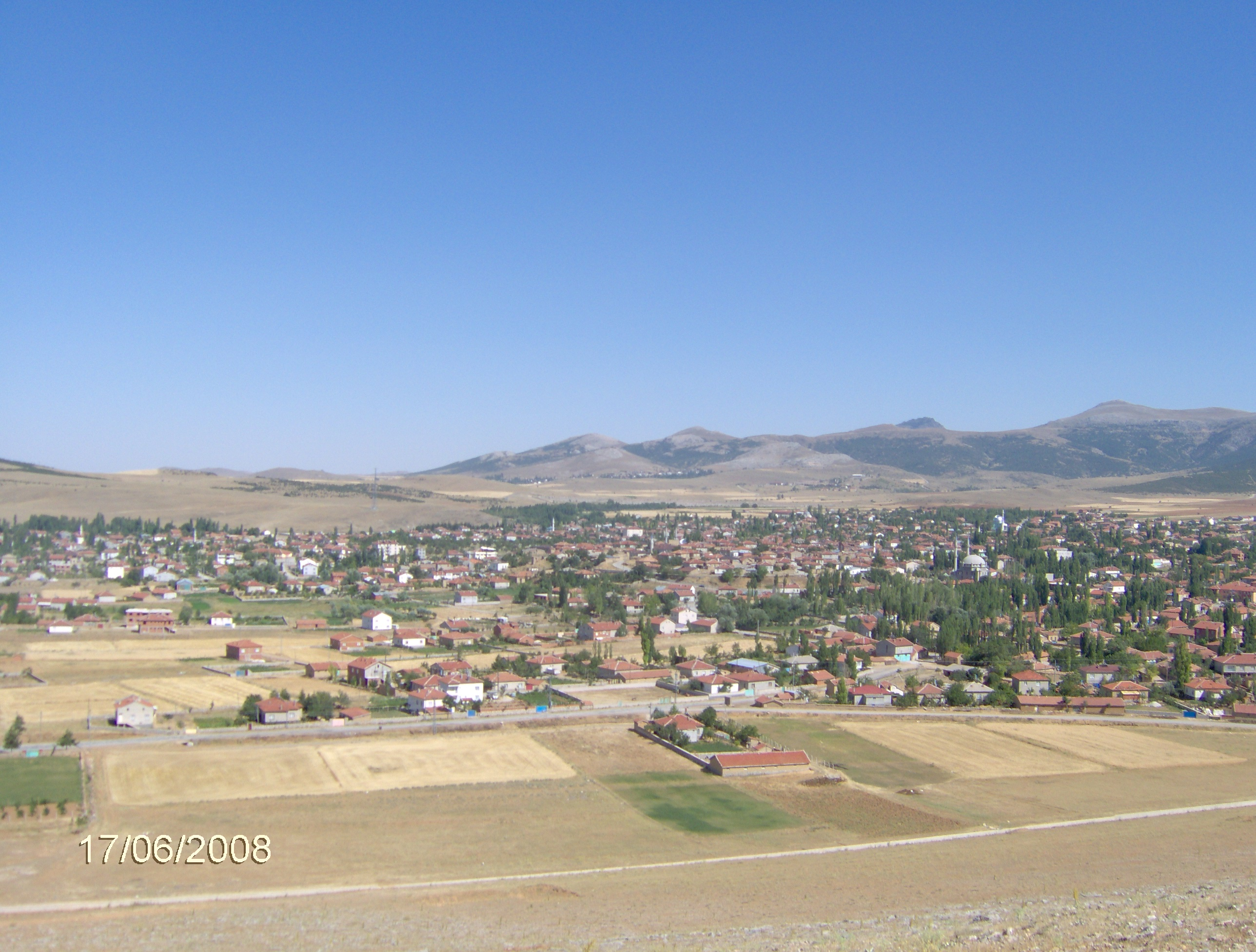
Ladik im Landkreis Sarayönü